# Adolphe Horsch
Pour les articles homonymes, voir Horsch.
Daniel Gustave Adolphe Horsch, né le 4 mai 1864 à Strasbourg et mort le 27 mars 1937, est un auteur dramatique d'expression dialectale du théâtre alsacien, également metteur en scène et « le plus populaire des acteurs alsaciens ».

## Sélection d'œuvres
- Der Hüsherr ! : Lustspiel in einem Akt, 1892
- 4 Stroßburger Komedie : 1. Serie, 1895 (Der Hüsherr : Lustspiel in 1 Akt ; D'r Unkel : comédie in 1 Akt ; E Mann fur mini nièce : e comédie-bouffe in 1 Akt ; Neui Hosse : comédie-bouffe in 1 Akt)
- 2 Stroßburjer Komödie : 2. Serie, 1902 (E Surprise : e kleins Komödie in einem Akt ; E Stariker ! : Schwank in einem Akt freij noch e-me andere Stück)